# ماتیاس ژوان
ماتیاس ژوان (انگلیسی: Matthias Jouan؛ زادهٔ ۴ فوریهٔ ۱۹۸۴) بازیکن فوتبال اهل فرانسه است.
از باشگاه‌هایی که در آن بازی کرده‌است می‌توان به باشگاه فوتبال کان اشاره کرد.